# Hamadou Moussa Gros
Hamadou Moussa Gros (* 20. November 1953 in Niamey; auch: Amadou Moussa Gros) ist ein nigrischer Offizier und Politiker.

## Leben
Hamadou Moussa Gros beendete seine schulische Ausbildung an der Schule für Kinder von Militärangehörigen in Bingerville und schloss sich 1974 als Freiwilliger den Nigrischen Streitkräften an. Er besuchte von 1975 bis 1977 die Militärakademie in Antsirabe. 1979 wurde er zum Leutnant, 1984 zum Hauptmann befördert. Moussa Gros wurde am 4. November 1987 zum Verteidigungs- und Luftwaffenattaché an der Botschaft Nigers in Washington, D.C. ernannt. Bereits am 20. November 1987 wechselte er als Minister für Verkehr und Tourismus in die nigrische Regierung von Ali Saibou, des Vorsitzenden des Obersten Militärrates. Dieses Amt hatte er bis 10. September 1991 inne, als die Regierung von der Nationalkonferenz aufgelöst wurde, die den Übergang des Landes zu einem zivilen Mehrparteiensystem vorbereitete. Moussa Gros übernahm daraufhin verschiedene Posten im Verteidigungsministerium. Dort wurde er 1992 Direktor für Öffentlichkeitsarbeit und Sozialhilfe, 1993 Direktor für Verwaltungs- und Personalangelegenheiten und 1995 – im Rang eines Oberstleutnants – Generalsekretär des Verteidigungsministers.
Moussa Gros war Mitglied der zwölfköpfigen Militärjunta Rat des nationalen Wohls unter dem Vorsitz von Ibrahim Baré Maïnassara, die am 27. Januar 1996 die Regierung von Staatspräsident Mahamane Ousmane stürzte und bis Dezember 1996 die Geschicke des Landes lenkte. Moussa Gros wurde am 11. Februar 1996 Generalstabschef der Nigrischen Streitkräfte und einige Monate später zum Oberst befördert. Ab 19. Juni 1997 war er persönlicher Stabschef des Staatspräsidenten Baré Maïnassara. Dieses Amt verlor er durch den Staatsstreich am 11. April 1999, bei dem das Regime gestürzt wurde und Baré Maïnassara den Tod fand. Moussa Gros wurde zunächst als Verteidigungsattaché an die Botschaft Nigers in Peking geschickt. Im Jahr 2000 kehrte er nach Niger zurück, wo er militärischer Beirat des Präfekt-Präsidenten des Gemeindeverbunds Niamey wurde. Salou Djibo, der Vorsitzende der Militärjunta Oberster Rat für die Wiederherstellung der Demokratie, ernannte ihn am 23. Februar 2010 erneut zum persönlichen Stabschef des Staatschefs. Moussa Gros wurde zum Brigadegeneral befördert. Im Amt des Stabschefs folgte ihm im April 2011 Oberst Ibrahim Wali Karingama nach. 2015 wurde er bei den Streitkräften in den Ruhestand versetzt.

## Ehrungen
- Offizier des Nationalordens Nigers
- Ritter der Ehrenlegion[1]